# Ozio (singolo)
Ozio è un brano musicale dei Wolfango, primo singolo estratto dall'album Wolfango 

## Tracce
1. Ozio - 2:33
2. Prima (AFA Remix) (Maffia Chemical Lab) - 4:05

## Formazione
- Marco Menardi - voce, basso
- Bruno Dorella - batteria
- Sofia Maglione - cori